# IC 4296
IC 4296 е елиптична галактика от тип Sbc в съзвездие Хидра. Ректасцензия – 13 часа, 36 минути и 38,8 секунди. Деклинация -33° 57' 57". Видими размери – 2,80' × 2,8'. Видима звездна величина – 10,6. Повърхностна яркост – 12,9 mag/arcmin2. Обектът присъства в оригиналната редакция на „Нов общ каталог“.